# Cabira
Cabira (in greco Κάβειρα?, Kábeira), era una città del Ponto.

## Storia
La città sorgeva ai piedi della catena montuosa dei Pariadri, a 150 stadi (circa 27 chilometri) a sud da Eupatoria, che era presso la confluenza dell'Iris e del Lico. Presso la città sorgevano mulini ad acqua ed un serraglio; erano anche presenti terreni di caccia e miniere. Durante la terza guerra mitridatica, che vide opporsi Mitridate VI del Ponto ai Romani, il re, che vi aveva edificato un palazzo, scelse Cabira come suo nuovo quartier generale nell'inverno del 73 a.C.. Portò poi i suoi tesori più preziosi nella sicura fortezza di Cenonconio, che sorgeva a meno di 35 chilometri dalla città. L'anno successivo, tuttavia, il console romano Lucullo sconfisse rovinosamente Mitridate in una battaglia proprio a Cabira. In seguito, la città  passò a Pitodorida, la vedova del re del Ponto Polemone, che la governò congiuntamente con le città di Zela e Magnopoli (Eupatoria). Pompeo la ingrandì e la rinominò Diopoli, imitata da Pitoride che la chiamò poi Sebaste e la usò come residenza reale. Nel vicino villaggio di Ameria sorgeva un ricco tempio, e a Cabira era venerato il dio lunare Men. La città coniò anche monete con la legenda "Καβηρων".

## Identificazione
Il sito di Cabira ad oggi è incerto, poiché quando nel I secolo d.C. Plinio il Vecchio fa una descrizione della regione, Cabira non appare. Alcuni storici hanno suggerito l'identificazione con Niksar, l'antica Neocesarea, che corrisponderebbe alla descrizione fatta da Strabone. John Cramer, invece, ha associato Neocesarea alla vicina Ameria.